# Fernand Belligéra
Ferdinand Tandou, dit Fernand Belligéra, né le 19 mars 1836 à Paris où il est mort le 14 janvier 1865, est un éditeur et poète français.
Considéré comme un des derniers bohèmes, il ne publia qu'un unique recueil de poésies, Miettes d'amour.

## Biographie
Né à Paris le 19 mars 1836, Ferdinand Tandou fit des études de droit à Dijon et devint avocat. Revenu à Paris, il voulut devenir libraire par amour des livres.
Il publia son seul recueil, Miettes d'amour, sous le pseudonyme de Belligéra, un anagramme de Gabrielle. Le livre, ne mentionnant aucun éditeur, est en réalité édité à compte d'auteur. Il contient un poème servant de préface, dédié à Belligéra, signé par Charles Trapadoux (1828-1901), le frère cadet de Marc Trapadoux, « le Géant vert », écrivain ami de la Bohême parisienne.
Ce livre, qui n'eut probablement pas un tirage très important, fit partie de la bibliothèque de Victor Hugo à Hauteville-House (Guernesey), Belligéra lui en ayant offert un exemplaire. Les critiques de l'époque n'étaient pas toutes bonnes mais l'ouvrage fut quand même considéré comme « de la vraie poésie de Bohême ». Alfred Delvau en fit une critique plus louangeuse et pensait aussi que Charles Trapadoux était promis à un bel avenir poétique, ce qui ne fut pas le cas.
Sous ce pseudonyme, il écrivit un sonnet-préface pour Balder, publié là aussi par Tandou, et collabora à la Tribune des poètes et à la Voix des écoles.
Son activité de libraire reste toutefois limitée. Seuls neuf ouvrages sont répertoriés sous son nom sur le WorldCat, entre 1863 et 1865, à la suite de la reprise de la maison Dezobry. Une de ses premières publications, les  Fables de La Fontaine fait encore mention de cette précédente maison d'édition. Louis Charles Dezobry lui avait revendu sa maison d'édition à la suite du décès du cofondateur, Magdeleine.
Il épousa Gabrielle Ruffin (né en 1844 ou 1845) en 1863. Rapidement, celle-ci demande la séparation et il se pendit au lustre de son salon le 14 janvier 1865, face au portrait de la femme qu'il aimait tant.

## Œuvres
- Miettes d'amour, Paris, sous la galerie de l'Odéon, 1857.
- Sonnet-préface pour Alphonse Balder, Jambes et cœurs, Paris, sous la galerie de l'Odéon, 1860[10].